# 天主教卡卡梅加教區
天主教卡卡梅加教區（拉丁語：Dioecesis Kakamegaënsis）是肯亞一個羅馬天主教教區，屬基蘇木總教區。
教區成立於1978年2月27日，包括卡卡梅加縣和維希加縣。2006年有389,000名教友（佔轄區總人口18.9%）、三十四個堂區、九十六名司鐸。現任教區主教為斐理伯·蘇盧梅蒂。